# Сталь, Маргарита-Жанна
Маргарита-Жанна де Сталь (30 августа 1684, Париж — 15 июня 1750, Женвилье) — французская писательница, баронесса, хозяйка литературного салона.
Дочь бедного художника Кордье, но называлась по фамилии матери — де Лонэ. Получила образование в монастыре в Эврё. Была камер-фрейлиной у герцогини Мэн, вместе с которой участвовала в заговоре Челламаре и провела 2 года в Бастилии. В 1735 г. вышла замуж за барона Сталь.
Её «Mémoires» (Париж, 1755; новое изд., 1878) и изданные в 1806 г. в Париже «Lettres» отличаются тонкой наблюдательностью. Её «Oeuvres complètes» изданы в Париже в 1821 г.